# 西关镇
西关镇，是中华人民共和国河北省石家庄市藁城区下辖的一个乡镇级行政单位。

## 行政区划
西关镇下辖以下地区：
前西关村、后西关村、金庄村、台营村、李家疃村、西门村、固德村、大王村、梁家庄村、寨里村、董家庄村、北孟村、慈上村和丰上村。